# أريانة ريتشاردز
أريانة ريتشاردز (بالإنجليزية: Ariana Richards)‏ مواليد 11 سبتمبر 1979 في هيلدسبورغ، الولايات المتحدة، هي ممثلة أمريكية بدأت مسيرتها الفنية عام 1987.

## وصلات خارجية
- الموقع الرسمي
- أريانة ريتشاردز على موقع IMDb (الإنجليزية)
- أريانة ريتشاردز على موقع روتن توميتوز (الإنجليزية)
- أريانة ريتشاردز على موقع ألو سيني (الفرنسية)
- أريانة ريتشاردز على موقع أول موفي (الإنجليزية)
- أريانة ريتشاردز على موقع قاعدة بيانات الأفلام السويدية (السويدية)
- أريانة ريتشاردز على موقع إن إن دي بي (الإنجليزية)
- أريانة ريتشاردز على موقع ديسكوغز (الإنجليزية)
- أريانة ريتشاردز على موقع قاعدة بيانات الفيلم (الإنجليزية)
- أريانة ريتشاردز على موقع كينوبويسك (الروسية)